# Marco taubateano
O Marco taubateano é um monumento do município de Taubaté, em São Paulo. Localizada na rotatória da Rodovia Oswaldo Cruz, a obra foi esculpida por José Demétrio da Silva e inaugurada em 30 de junho de 2000, trata-se de uma homenagem a Jacques Félix, bandeirante responsável pelo povoamento e fundação de Taubaté, que tornariar-se-ia o primeiro município do Vale do Paraíba.
O cantor e compositor caipira Renato Teixeira serviu de modelo para a construção do monumento.